# Graphomya americana
Graphomya americana är en tvåvingeart som beskrevs av Robineau-desvoidy 1830. Graphomya americana ingår i släktet Graphomya och familjen husflugor. Inga underarter finns listade i Catalogue of Life.